# PUZZLE+
『PUZZLE+』（パズルプラス）は菅野マナミによる漫画作品。マッグガーデン発行の『コミックブレイドMASAMUNE』（マサムネ）にて連載。全二巻。

## あらすじ
主人公、澪（みお）は男子高校生。一人暮らしを始めようとした矢先、不思議な黒い箱と変わった制服を着た少女、理亜（りあ）と出会う。理亜は同じアパートの住人で黒い箱を追っていた。

## 登場人物
- 主人公：笹波 澪（ささなみ みお）
- ヒロイン：唯垣 理亜（ゆいがき りあ）

## 書誌情報
- 菅野マナミ『PUZZLE+』マッグガーデン〈BLADE COMICS〉
  1. 2006年9月9日出版、ISBN 978-4-86127-315-5
  2. 2007年7月10日、ISBN 978-4-86127-392-6